# 枢密院司法委員会
枢密院司法委員会（すうみついんしほういいんかい、英語: the Judicial Committee of the Privy Council、略称JCPC）は、イギリスの王室属領、海外領土、一部のコモンウェルス諸国、およびイギリス国内のいくつかの機関に対する最高上訴裁判所である。1833年8月14日に設立され、それ以前は枢密院における国王で審理されていた上訴を扱う機関として設置された。枢密院司法委員会は、かつてはイギリス本国を除く大英帝国全体における最終上訴裁判所として機能していた。
枢密院司法委員会は、国王陛下の最も高貴なる枢密院（英語: His Majesty’s Most Honourable Privy Council）の法定委員会である。その構成員は枢密顧問官である上級判事（senior judge）たちであり、主に連合王国最高裁判所裁判官および英連邦諸国の上級判事が占めている。一般に「枢密院」と略称されることがあるが、司法委員会は枢密院を構成する一部分にすぎない。英連邦王国（英語: Commonwealth realms）では、上訴は名目上「枢密院における国王陛下（His Majesty in Council）」への上訴として行われ、国王は枢密顧問官の助言を受けたうえでその案件を司法委員会に諮問するという形を取る。一方、英連邦に属する共和国で最終審として同司法委員会を保持している国では、上訴は司法委員会へ直接なされる。特定の案件を審理する判事団（通常は5人で構成される）は「審理委員会（the Board）」と呼ばれる。委員会の報告（判決勧告）は、慣例上、枢密院における国王がそのまま受け入れ、最終判決とされる。

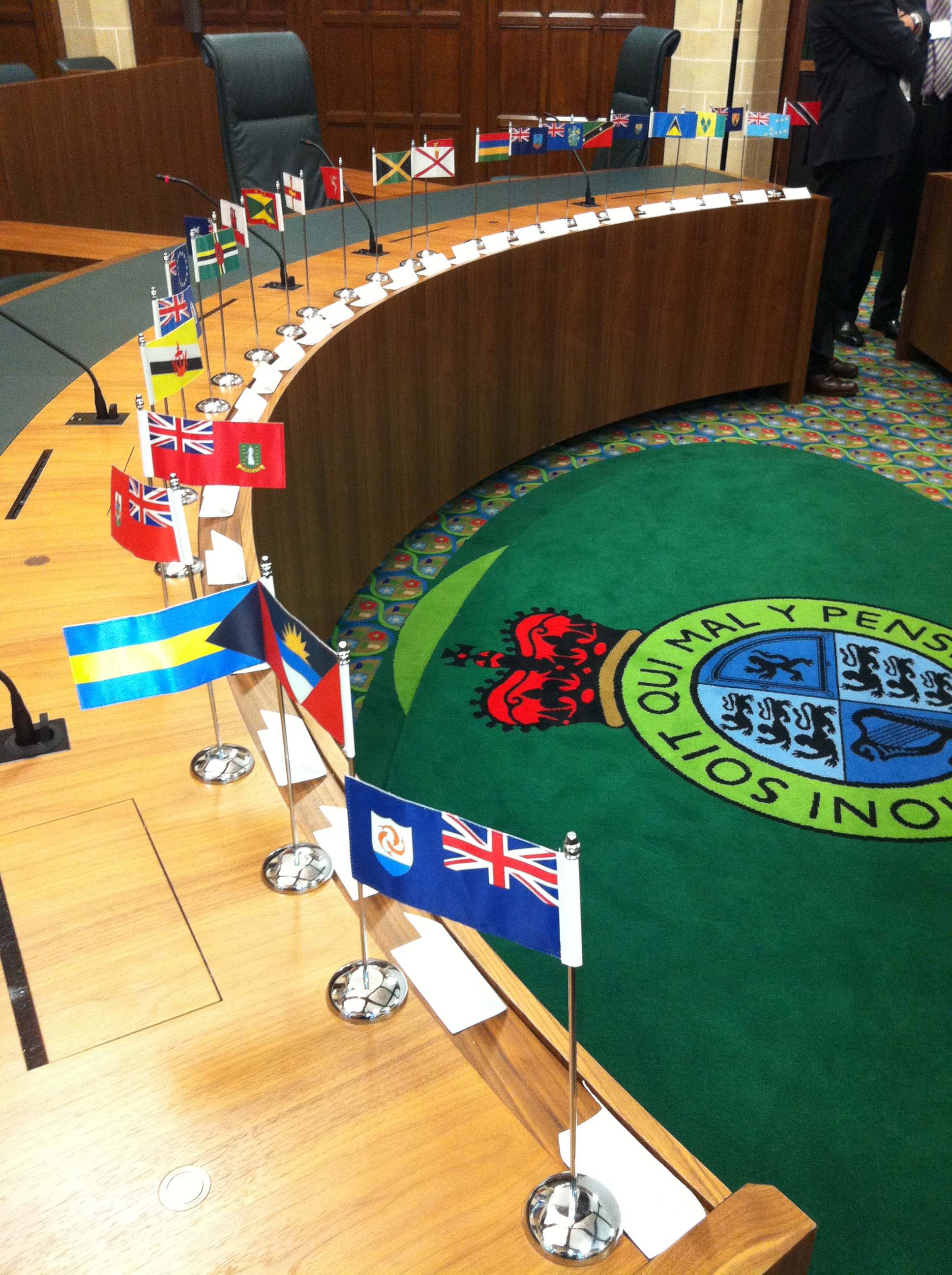
枢密院司法委員会の審理が通常行われる、ミドルセックス・ギルドホールの第三法廷

## 歴史
枢密院司法委員会の起源は、王の顧問会議である「キュリア・レジス（curia regis）」にさかのぼることができる。理論上、国王は正義の源泉とされており、その裁判所から生じた不当の救済を求める請願は国王に対して提出されていた。この権限はイングランド国内では徐々に議会（キュリア・レジスから発展した機関）に引き継がれていったが、枢密院における国王（King-in-Council、これもキュリア・レジスから発展した機関）は、チャンネル諸島や後のイギリス植民地など、イングランド以外の国王の領土からの請願を審理する管轄権を保持し続けた。
上訴審理の任務は、枢密院内のいくつかの短命な委員会に与えられていた。1679年にはその管轄が商務庁（Board of Trade）に移されたが、1696年には常設の枢密院上訴委員会（英語: Appeals Committee of the Privy Council）に引き継がれた。枢密院上訴委員会は、司法審査権を行使した最も初期の司法機関のひとつであり、アメリカ植民地からの一連の訴訟において、植民地政府の権限を定めた王室勅許に照らして植民地法の合憲性が問われた。
19世紀初頭には、アメリカ植民地からの上訴が失われたにもかかわらず、イギリス帝国の拡大によって枢密院の上訴管轄範囲は大きく広がり、既存の体制に大きな負担がかかっていた。特に、上訴委員会はヒンドゥー法など、委員にとって馴染みのない植民地の多様な法体系に基づく訴訟を審理する必要があった点が課題であった。同様に深刻な問題として、上訴委員会は形式上、枢密院全体によって構成される委員会であり、定足数として3名の顧問官の出席が必要だった。枢密院の多くの構成員が法律家ではないものの、すべての委員が同等の投票権を持っていたこと、さらに上訴審を担当する枢密顧問官が法律家である必要もなかったため、特定の当事者が望ましい判決を得るために非法律家の枢密顧問官を出席させることも可能であった。こうした理由により、上訴委員会は植民地の法律家や裁判官の間で評判を落とすことになった。
1833年、当時の大法官であったヘンリー・ブルームの提唱により、議会は「1833年枢密院司法委員会法（Judicial Committee Act 1833）」(3 & 4 Will. 4. c. 41) を可決した。この法律により、枢密院の法定委員会として司法委員会が設置され、国王大権に基づく上訴を審理することになった。植民地からの上訴に加え、後の立法により、同委員会には特許、教会法、海上捕獲法訴訟など様々な事項に関する上訴管轄が与えられた。その最盛期には、同委員会は世界の4分の1以上を対象とする最終上訴裁判所であると評された。
20世紀に入ると、枢密院司法委員会の管轄権は大幅に縮小した。これは、英連邦自治領が独自の最終上訴裁判所を設置し、また多くのイギリス植民地が独立を果たしたことによる。ただし、独立後もしばらくの間は枢密院への上訴を維持する国も少なくなかった。例えば、カナダは1949年、インドと南アフリカは1950年、オーストラリアは1986年、ニュージーランドは2003年に、それぞれ枢密院への上訴を廃止している。現在では、イギリス本国以外に11の英連邦加盟国が枢密院への上訴制度を維持しており、さらにイギリスおよびニュージーランドのいくつかの海外領土も対象となっている。また、2009年に連合王国最高裁判所が創設されたことにより、国内事項に関する枢密院司法委員会の管轄権も一部縮小されたが、依然として若干の国内案件に対する管轄を保持している。

## 管轄権

### 国内
イギリスには、単一の最高裁判所が存在するわけではない。一部の案件においては枢密院司法委員会が最高上訴裁判所である一方で、それ以外の大多数の案件では、連合王国最高裁判所（英語: Supreme Court of the United Kingdom）が最高上訴裁判所となっている。なお、スコットランド法域においては、刑事事件に関してはスコットランド最高法院（英語: High Court of Justiciary）が最高裁判所である。一方、民事事件およびスコットランドへの権限移譲に関する問題についての最終審は、かつて枢密院司法委員会の管轄に属していたが、現在は連合王国最高裁判所へ移管されている。
枢密院司法委員会は、以下のようなイギリス国内の特定事項について管轄権を有している：
- イングランド国教会の財産を司る、国教財務委員会（英語: Church Commissioners）の制度に関する上訴。
- 英国国教会の教会裁判所（カンタベリー大主教裁判所およびヨーク大主教裁判所）からの非教義的な問題に関する上訴。
- チヴァルリー高等裁判所からの上訴[8]。
- シンク・ポーツ（英語版）の海事裁判所（英語版）からの上訴。
- 捕獲審判所（英語版）からの上訴。
- 王立獣医外科学会懲戒委員会からの上訴[9]。
- 1975年庶民院資格剥奪法に基づく争議。

さらに、政府は国王を通じて、1833年司法委員会法第4条に基づき、いかなる問題についても同委員会に対して「検討および報告」を付託することができる。
枢密院司法委員会は、イングランド国教会における最終上訴裁判所である。同委員会は、カンタベリー大主教裁判所（Arches Court of Canterbury）およびヨーク首席司教裁判所（Chancery Court of York）からの上訴を審理するが、教義・儀式・礼典に関する事項については、教会訴訟特別裁判所（Court of Ecclesiastical Causes Reserved）が管轄する。「1840年教会規律法（Church Discipline Act 1840）」（3 & 4 Vict. c. 86）および「1876年上訴管轄法（Appellate Jurisdiction Act 1876）」により、イングランド国教会のすべての大主教および司教は、枢密院司法委員会のメンバーとなる資格を有するようになった。
「2005年憲法改革法（Constitutional Reform Act 2005）」施行までは、枢密院司法委員会が、権限委譲に関する問題についての最終上訴裁判所であった。しかし、この管轄権は2009年10月1日をもって新設された連合王国最高裁判所へと移管された。

#### 英国の国内裁判所における枢密院判決の権威
枢密院司法委員会の判決は、一般に英国国内の裁判所に対して拘束力を持たず、「説得的な権威（英語: persuasive authority）」にとどまるが、現在も枢密院への上訴を認めている他のコモンウェルス諸国のすべての裁判所に対しては拘束力を持つ。連合王国最高裁判所、あるいは貴族院、または控訴院による判例が、枢密院司法委員会の英国法に関する判決と矛盾する場合、英国内の裁判所は、枢密院の判決で国内裁判所にその新たな判断に従うよう明示的に指示している場合を除き、国内の判例を優先して従うことが求められる。ただし、枢密院司法委員会と連合王国最高裁判所の構成メンバーが重複しているため、司法委員会の判決には非常に説得力があり、通常は従われる。

### 海外
司法委員会は、以下の32の法域（独立国家11か国を含む）からの上訴に対して管轄権を有している。
| 法域                                           | 管轄権の種類                                                                 | 上訴の種類 |
| ---------------------------------------------- | ---------------------------------------------------------------------------- | --- |
| アンギラ                                       | 海外領土                                                                     | 「枢密院における国王」への上訴 |
| バミューダ                                     | 海外領土                                                                     | 「枢密院における国王」への上訴 |
| イギリス領ヴァージン諸島                       | 海外領土                                                                     | 「枢密院における国王」への上訴 |
| ケイマン諸島                                   | 海外領土                                                                     | 「枢密院における国王」への上訴 |
| フォークランド諸島                             | 海外領土                                                                     | 「枢密院における国王」への上訴 |
| ジブラルタル                                   | 海外領土                                                                     | 「枢密院における国王」への上訴 |
| モントセラト                                   | 海外領土                                                                     | 「枢密院における国王」への上訴 |
| セントヘレナ                                   | 海外領土                                                                     | 「枢密院における国王」への上訴 |
| アセンション島                                 | 海外領土                                                                     | 「枢密院における国王」への上訴 |
| Template:Country data トリスタン・ダ・クーニャ | 海外領土                                                                     | 「枢密院における国王」への上訴 |
| タークス・カイコス諸島                         | 海外領土                                                                     | 「枢密院における国王」への上訴 |
| ピトケアン諸島                                 | 海外領土                                                                     | 「枢密院における国王」への上訴 |
| イギリス領南極地域                             | 海外領土                                                                     | 「枢密院における国王」への上訴 |
| イギリス領インド洋地域                         | 海外領土                                                                     | 「枢密院における国王」への上訴 |
| サウスジョージア・サウスサンドウィッチ諸島     | 海外領土                                                                     | 「枢密院における国王」への上訴 |
| アクロティリおよびデケリア                     | イギリス主権基地領域                                                         | 「枢密院における国王」への上訴 |
| マン島                                         | 王室属領                                                                     | 「枢密院における国王」への上訴 |
| ジャージー                                     | 王室属領                                                                     | 「枢密院における国王」への上訴 |
| ガーンジー                                     | 王室属領                                                                     | 「枢密院における国王」への上訴 |
| Template:Country data オルダニー島             | 王室属領、ガーンジー代官管轄の一部                                           | 「枢密院における国王」への上訴 |
| Template:Country data サーク島                 | 王室属領、ガーンジー代官管轄の一部                                           | 「枢密院における国王」への上訴 |
| アンティグア・バーブーダ                       | 英連邦王国                                                                   | 「枢密院における国王」への上訴 |
| バハマ                                         | 英連邦王国                                                                   | 「枢密院における国王」への上訴 |
| グレナダ                                       | 英連邦王国                                                                   | 「枢密院における国王」への上訴 |
| ジャマイカ                                     | 英連邦王国                                                                   | 「枢密院における国王」への上訴 |
| セントクリストファー・ネイビス                 | 英連邦王国                                                                   | 「枢密院における国王」への上訴 |
| セントビンセントおよびグレナディーン諸島       | 英連邦王国                                                                   | 「枢密院における国王」への上訴 |
| ツバル                                         | 英連邦王国                                                                   | 「枢密院における国王」への上訴 |
| クック諸島                                     | ニュージーランド王国（英連邦王国であるニュージーランドと連合関係にある国家） | 「枢密院における国王」への上訴 |
| ニウエ                                         | ニュージーランド王国（英連邦王国であるニュージーランドと連合関係にある国家） | 「枢密院における国王」への上訴 |
| ブルネイ                                       | コモンウェルスに加盟する君主制国家                                           | 上訴は国家元首としてのスルタンに対して行われ、民事事件のみが司法委員会の管轄に属する (イギリスとの協定により、司法委員会はそのような上訴がなされた事件を審理し、スルタンに報告する)                      |
| モーリシャス                                   | コモンウェルスに加盟する共和制国家                                           | 上訴は直接、枢密院司法委員会に対して行われる |
| トリニダード・トバゴ                           | コモンウェルスに加盟する共和制国家                                           | 上訴は直接、枢密院司法委員会に対して行われる |
| キリバス                                       | コモンウェルスに加盟する共和制国家                                           | 上訴は直接、枢密院司法委員会に対して行われる。司法委員会の管轄に属するのは、バナバ人および／またはランビ評議会（フィジー領ランビ島にあるバナバ系コミュニティ）の特定の憲法上の権利に関わる案件のみである |

### 撤廃された管轄権
最終上訴審としての枢密院司法委員会の権限は、現在またはかつてのコモンウェルス諸国の一部において、他の機関によって引き継がれている：
以下の国または地域は、イギリスからの独立または主権移譲の時点で、枢密院司法委員会の裁判管轄権を残さなかった：ビルマ（1948年）、イスラエル（1948年）、ソマリランド（1960年）、キプロス（1960年）、ザンジバル（1963年）、ザンビア（1964年）、ローデシア（1965年）、南イエメン（1967年）、スワジランド（1968年）、パプアニューギニア（1975年）、セーシェル（1976年）、ソロモン諸島（1978年）、バヌアツ（1980年）、香港（1997年）

## 構成

### 委員
以下は枢密院司法委員会の構成員である：
- 連合王国最高裁判所判事（2009年に同裁判所が設立される以前は「常任上訴貴族（Lords of Appeal in Ordinary）」）
- 英国内のその他の上訴委員会判事（Lords of Appeal）
- イングランドおよびウェールズの控訴院、スコットランドの上級民事裁判所（英語版）内院、または北アイルランドの控訴院の現職または元判事である枢密顧問官（Privy Counsellors）
- 枢密顧問官として任命され、司法委員会に出席するための資格を持つ、英連邦諸国の特定の上級裁判所の判事

司法委員会の業務の大部分は、最高裁判所の判事によって遂行されている。これらの判事は、最高裁判所および枢密院の双方でフルタイムで勤務するための報酬を受けている。海外からの判事は、特定の英国国内事項が審理される際には出席できないが、自国からの上訴が審理される際にはしばしば出席する。

### レジストラー
- Henry Reeve, 1853–1887[29]
- Denison Faber, 1st Baron Wittenham, 1887–1896[30]
- Sir Thomas Raleigh, 1896–1899[31]
- Edward Stanley Hope, KCB, 1899–1909[32]
- Sir Charles Henry Lawrence Neish KBE CB, 1909–1934[33][34]
- Colin Smith MVO OBE, 1934–1940
- Lieutenant-Colonel John Dallas Waters, CB, DSO, 1940–1954[35][36]
- Aylmer J. N. Paterson, 1954–1963
- Leslie Upton CBE, 1963–1966
- Eric Mills, 1966–1983[37]
- D. H. O. Owen, 1983–1998
- John Watherston, 1998–2005
- Mary Macdonald, 2005–2010
- Louise di Mambro, 2011–2022
- Laura Angus 2022–Present[38]
- Celia Cave 2023–Present[38]

1904年まで、海事訴訟および教会関連訴訟において、海事裁判所のレジストラー（英語: Registrar、法務書記）が枢密院司法委員会のレジストラーも兼ねていた。

## 過程
枢密院司法委員会への上訴の大部分は、形式上「枢密院における国王陛下（His Majesty in Council）」への上訴である。ブルネイからの上訴は形式上「スルタン兼ヤン・ディ・ペルトゥアン」への上訴とされる一方で、英連邦内の共和国からの上訴は、直接枢密院司法委員会へ行われる。上訴は通常、現地の控訴裁判所の許可（leave）を要するが、枢密院司法委員会は裁量により上訴許可を与える権限を引き続き保持している。
上訴を審理した後、その審理にあたった裁判官の合議体（“the Board”と呼ばれる）は、判決を文書で発表する。「枢密院における国王陛下」への上訴においては、この合議部はその決定を国王に対する助言として提出する。慣例により、この助言は常に国王によって受け入れられ、「枢密院勅令（英語: Order in Council）」として効力を持つことになる。
歴史的に、枢密院司法委員会は全会一致の報告のみを出すことができたが、1966年の「枢密院司法委員会（反対意見）令（Judicial Committee (Dissenting Opinions) Order 1966）」以降、反対意見の表明が認められるようになった。
枢密院司法委員会は、自らの過去の判決に拘束されるものではないが、過去の判決に従うことが不当であるか、または公益に反すると認められる例外的な場合には、それらの判決から逸脱することができる。

## 位置
枢密院司法委員会はロンドンに本部を置いている。設立から2009年までは主にダウニング街にある枢密院で開廷していたが、20世紀に入って業務が増加したことにより、複数の小委員会が同時に審理を行う必要が生じ、他の場所でも開廷するようになった。この会議室はジョン・ソーンによって設計されたが、内装のデザインについてはしばしば批判され、1845年にチャールズ・バリー卿によって大規模に改装された。2009年10月1日、枢密院司法委員会は、2007年に改修された旧ミドルセックス・ギルドホールに移転した。ここは新設された連合王国最高裁判所と枢密院司法委員会の双方の拠点となっている。この改修された建物内では、第三法廷が同委員会の審理に使用されている。
近年では、枢密院司法委員会はロンドン以外でも時折開廷している。2005年から2010年の間に、モーリシャスで2回、バハマで3回開廷した。

## コモンウェルスからの上訴の減少
当初、すべての英連邦王国およびその領土は、枢密院への上訴権を維持していた。共和国となった多くのコモンウェルス諸国や、独自の君主制を持つ国々の多くは、イギリスとの合意により枢密院司法委員会が裁判管轄権を維持していた。しかし、主にイギリス人判事で構成される国外の裁判所への上訴権を維持することは、地域の価値観と合致しない可能性があり、独立国家の主権という概念と両立しないものと見なされるようになった。そのため、多くのコモンウェルス加盟国は自国の司法管轄からの上訴権を終了させている。1926年のバルフォア報告は、成文法（lex scripta）とは見なされていないが、枢密院司法委員会が訴訟を審理できる条件を著しく制限するものであった：
これらの議論から明らかになったのは、司法上訴に関わる問題が、主として影響を受ける帝国の一部の意思に反して決定されることは、イギリス本国の国王陛下の政府の方針には含まれていない、ということであった。

### オーストラリア
1901年、オーストラリア憲法は、連邦最高裁判所から枢密院への上訴を制限した。すなわち、「相互間(inter se)の問題」に関して高等裁判所が許可を与えない限り、憲法問題についての上訴を禁止したのである。憲法以外の問題についての上訴は禁止されていなかったが、連邦議会にはこれらを制限する法律を制定する権限が与えられていた。連邦裁判所（準州の最高裁判所を含む）からの上訴権は、「1968年枢密院（上訴制限）法（Privy Council (Limitation of Appeals) Act 1968）」によって廃止された。州裁判所からの上訴は、1901年以前の植民地裁判所の判決に対する上訴権を引き継ぐ形で継続されていたが、「1986年オーストラリア法（Australia Act 1986）」によって廃止された。この法律は、すべての州政府の要請を受けて、イギリス議会とオーストラリア議会の双方によって制定された。オーストラリア憲法には、高等裁判所が「相互間の問題」について枢密院への上訴を認めることができるという規定が依然として残っている。しかし、この許可が与えられたのは1912年の一度だけであり、高等裁判所はその管轄権はもはや消尽しており、「時代遅れである」として、今後その許可を与えることはないと明言している。

### カナダ
カナダは1875年に独自の最高裁判所を設立し、1933年には刑事事件における枢密院への上訴を廃止した。それにもかかわらず、カナダ最高裁判所によるいくつかの判決は枢密院司法委員会へと上訴された。特に著名な例が1929年の「パーソンズ事件（Edwards v Canada (AG)）」である。この事件では、カナダの憲法である「1867年英領北アメリカ法（British North America Act, 1867）」の下、女性は常に「適格な人物（qualified persons）」であり、カナダ元老院の議員となる資格があることが確認された。本事件ではまた、傍論の中で用いられた比喩が、1980年代にカナダ最高裁によって再解釈され、「リビング・ツリー・ドクトリン（living tree doctrine）」として知られるようになった。この憲法解釈理論は、憲法は有機的存在であり、時代の変化に適応するように広く自由な方法で解釈されるべきであるとするものである。
1949年に枢密院へのすべての上訴は廃止されたが、それ以前には、上訴の削減措置の効果を制限するいくつかの要因が存在した：
- 各州控訴裁判所の判決に対しては、カナダ最高裁判所を経ずに、直接枢密院に上訴することが依然として可能であった。
- Cushing v. Dupuy事件（1885年）において[47]、枢密院は、枢密院への特別上訴許可（special leave to appeal）を付与する権能は影響を受けず、王権は明示的な文言によらなければ取り除くことができないと判示した。
- Nadan v. The King事件（1926年）では[48]、枢密院は、枢密院への上訴を禁止する刑法の規定は、「1865年植民地法有効化法（Colonial Laws Validity Act 1865）」第2条に反するため、カナダ連邦議会の立法権の範囲を超える（ultra vires）ものであると裁定した。

ナダン事件（Nadan）とキング＝ビング事件（King–Byng Affair）は、いずれもカナダにとって大きな不満の種となり、1926年の帝国会議における議論を誘発した。この会議の結果として発表されたバルフォア宣言（Balfour Declaration）は、連合王国と自治領について次のように宣言した：
（連合王国と自治領は）大英帝国における自治的な共同体とし、いかなる点においても内政・外交の両面において互いに従属することのない対等な地位を有するものとする。ただし、共通の国王への忠誠によって結ばれ、自由意思に基づいてブリティッシュ・コモンウェルス・オブ・ネイションズの一員として連携するものとする。
この宣言およびそれを法的に確認した1931年ウェストミンスター憲章 (Imp, 22–23 Geo 5, c.4)により、枢密院への上訴を廃止する上での障害は、それが正当なものであったかどうかにかかわらず、包括的に取り除かれた。刑事事件に関する枢密院への上訴は1933年に終了した。民事事件への適用拡大は、1930年代の国際的な危機の高まりの中で棚上げされたが、第二次世界大戦後に再び議題に上り、1949年に最高裁判所法の改正により民事上訴も終了した。1949年以前に始まった事件についてはその後も上訴が認められ、最終的に枢密院に持ち込まれた事件は1959年の「Ponoka-Calmar Oils v Wakefield」事件であった。
枢密院司法委員会は、カナダの連邦主義の発展において物議を醸す役割を果たした。すなわち、アメリカ南北戦争の最中にイギリス領北アメリカ植民地の統一を交渉したカナダ建国の父たちの一部は、比較的弱い州に対して強力な中央政府を確保しようと望んでいたが、憲法問題における枢密院司法委員会への上訴は次第に州側に有利な方向へとバランスを移していったのである。一部の論者は、カナダ先住民が枢密院への上訴権を保持していると主張している。というのも、彼らの条約はカナダとの関係に先立つものであるからである。しかし、枢密院司法委員会は1867年以降そのような上訴を受理しておらず、支配的な見解では、そうした上訴権は存在しないとされている。

### カリブ共同体
カリブ共同体（CARICOM）諸国は、2001年に枢密院司法委員会への上訴権を廃止し、カリブ司法裁判所（CCJ）に移行することを決議した。だが、加盟国間や枢密院司法委員会との間の議論により、この新裁判所の開設日は繰り返し延期された。2005年時点では、バルバドスが枢密院への上訴手続をCCJへと正式に置き換え、CCJはすでに運用を開始していた。ガイアナ協同共和国も、CCJを最終上訴裁判所とするための国内法を制定した。ベリーズは2010年6月1日にCCJの控訴管轄権に加盟した。現在、他の数カ国のCARICOM加盟国も、近い将来枢密院司法委員会への上訴権を廃止する準備が整っているようである。特にジャマイカ政府はこの上訴廃止を試みたが、議会における野党の支持なしにその手続きを進めたため、枢密院司法委員会はその手続が誤っており違憲であると判断した。今後再び改めて試みられる見込みである。
カリブ諸国の政府は、選挙民からの圧力をますます受けるようになっており、枢密院司法委員会が下した過去の判決を覆す手段を講じるよう求められている。これには、いずれもカリブ地域における死刑制度に関する枢密院司法委員会の判決である、Pratt v A-G（ジャマイカ、1993年）、R v Hughes（セントルシア、2002年）、Fox v R（セントクリストファー・ネイビス、2002年）、Reyes v R（ベリーズ、2002年）、Boyce v R（バルバドス、2004年）、およびMatthew v S（トリニダード・トバゴ、2004年） といった判例が含まれている。
当時の連合王国最高裁判所長官であったワース・マトラヴァーズのフィリップス男爵は、カリブ諸国や他のコモンウェルス諸国が引き続きイギリスの枢密院司法委員会に依存していることに不満を表明していた。フィナンシャル・タイムズとのインタビューにおいて、フィリップス卿は「『理想的な世界』では、コモンウェルス諸国——カリブ諸国を含む——は枢密院の利用をやめ、独自の最終上訴裁判所を設置すべきだ」と述べたと報じられている。
2006年12月18日、枢密院司法委員会は、ロンドン以外で初めての開廷を行い、170年以上の歴史の中で画期的な出来事となった。この特別な5日間の審理はバハマで開催され、当時のバハマ控訴院長官であったジョーン・ソーヤー女史（Dame Joan Sawyer）の招待により、ビンガム卿、ブラウン卿、カーズウェル卿、スコット卿、ならびにリッチモンドのヘイル男爵夫人（Baroness Hale of Richmond）が参加した。委員会は2007年12月にもバハマで2度目の開廷を行い、その際はホープ卿、ロジャー卿、ウォーカー卿、マンス卿、およびクリストファー・ローズ卿が複数の案件を審理した。審理の終了時、ホープ卿は今後もバハマでの開廷が行われる可能性があると述べ、実際に2009年にも再びバハマで開廷が行われた。
2018年にアンティグア・バーブーダで実施された憲法改正に関する国民投票では、枢密院司法委員会をCCJに置き換えるという提案が、52.04%の反対多数により否決された。
2023年2月28日、セントルシア議会は「2023年セントルシア憲法改正法案（Constitution of St Lucia Amendment Bill 2023）」を可決し、枢密院司法委員会をCCJに置き換えることを決定した。
2023年3月3日、セントルシアがCCJへ移行することに対する差止命令が、セントルシア高等法院の東カリブ最高裁判所に提出された。この差止命令は現在も審理中である。

### スリランカ（セイロン）
スリランカ（旧セイロン）は、1971年11月15日に施行された「1971年控訴院法（Court of Appeal Act, 1971）」により、枢密院への上訴を廃止した。これに先立ち、枢密院は「イブラレッベ対国王（Ibralebbe v The Queen）」事件において、1948年にセイロン自治領がコモンウェルス内の自治領として独立した後も、同国における最終上訴裁判所であり続けるとの判断を示していた。

### ガンビア
ガンビアは、「1964年ガンビア独立法（Gambia Independence Act 1964）」の下で、枢密院司法委員会への上訴権を保持していた。これは、1970年4月にガンビアがサー・ダウダ・ジャワラの下でコモンウェルス内の共和国となった後も継続された。1994年から1998年の間も枢密院司法委員会への上訴は続けられたが、当時の独裁者で大統領であったヤヒヤ・ジャメは、1997年制定のガンビア憲法に基づき、ガンビアの司法制度を再編し、枢密院司法委員会に代わってガンビア最高裁判所を最終上訴裁判所とする体制へと移行した。
ガンビアから枢密院司法委員会（JCPC）に上訴された最後の事件は、1998年9月15日に判決が下された「West Coast Air Limited 対 ガンビア民間航空局 他（West Coast Air Limited v. Gambia Civil Aviation Authority and Others UKPC 39）」事件である。

### グレナダ
グレナダから枢密院司法委員会への上訴は、1979年から1991年まで一時的に廃止されていた。これは、モーリス・ビショップ首相の下で発生したグレナダ革命の結果であり、「人民法84号（People’s Law 84）」がそのために制定された。1985年の「Mitchell 対 DPP（Mitchell v DPP）」事件判決では、グレナダが一方的に枢密院への上訴権を廃止する権利を有することが確認された。その後、1991年にグレナダは枢密院司法委員会の裁判管轄権を回復した。
2016年、グレナダから枢密院司法委員会への上訴を終了し、代わりにカリブ司法裁判所を最終審として採用するという提案が、2016年のグレナダ憲法改正国民投票においてなされた。しかし、この提案は56.73%の反対多数によって否決されたため、枢密院司法委員会は引き続きグレナダの最高裁判所として存続することとなった。
2018年のグレナダ憲法改正国民投票でも、枢密院司法委員会への上訴を終了する提案は55.2%の反対多数によって再び否決された。

### ガイアナ
ガイアナは、フォーブス・バーナム政権下において、「1970年枢密院司法委員会（上訴終了）法（the Judicial Committee of the Privy Council (Termination of Appeals) Act 1970）」および「1973年憲法改正法（the Constitution (Amendment) Act 1973）」を可決するまで、枢密院司法委員会への上訴権を保持していた。

### 香港
1997年7月1日のイギリスから中国への主権移交に伴い、香港の裁判制度は変更され、香港特別行政区終審法院（Court of Final Appeal）が最高司法機関となった。そして（香港の憲制的文書である基本法第158条に基づき、）その最終的な解釈権は香港終審法院ではなく、中央政府の全国人民代表大会常務委員会に帰属することになった。枢密院司法委員会と異なり、全人大常務委員会は政治的かつ立法的機関であり、独立かつ中立的な最終審裁判所ではない。
1997年7月1日以前の香港に関する枢密院の判決は、香港の裁判所にとって引き続き拘束力を持つ。これは基本法第8条に規定された法制度の継続性の原則に則ったものである。一方で、香港以外の事件に関する枢密院の判決は、あくまで説得的な権威（persuasive authority）に過ぎず、拘束力はない。これは1997年7月1日以前も同様であり、現在も変わらない。貴族院（House of Lords）の判決も同様であり、同じ立場にある。また、香港の裁判所が他のコモン・ロー法域の最終審裁判所からの判例に学ぶことは極めて重要であり、これは基本法第84条においても認められている。

### インド
インドは、インド連邦裁判所から枢密院への上訴権を、インド自治領（Dominion of India）設立後も保持していた。しかし、1950年1月にインド最高裁判所が連邦裁判所に代わって設立されたのに伴い、「1949年枢密院管轄権廃止法（Abolition of Privy Council Jurisdiction Act 1949）」が施行され、枢密院司法委員会への上訴権は廃止された。

### アイルランド自由国
枢密院への上訴権は、アイルランド自由国憲法において規定されていたが、1933年にアイルランド自由国議会（オイレフタス）によって可決された憲法改正法により廃止された。
「Moore 対 アイルランド自由国法務長官（Moore v Attorney-General of the Irish Free State）」事件判決において、枢密院への上訴権を廃止するオイレフタスの権限が、1921年の英愛条約に違反するものだとして異議が唱えられた。当時のイングランドおよびウェールズの法務長官サー・トーマス・インスキップは、アイルランド自由国の法務長官コナー・マグワイアに対し、同国には枢密院への上訴を廃止する権利がないと警告したと伝えられている。しかし、枢密院司法委員会自身は、「1931年ウェストミンスター憲章（Statute of Westminster 1931）」に基づき、アイルランド自由国政府にはその権利があると判断した。

### ジャマイカ
2015年5月、ジャマイカの代議院（下院）は、枢密院司法委員会への法的上訴を廃止し、カリブ司法裁判所をジャマイカの最終上訴裁判所とする法案を、必要な3分の2の賛成多数で可決した。この改革は元老院（上院）での審議に付される予定であったが、上院でも3分の2の賛成が必要であり、政府は少なくとも1名の野党議員の支持を得る必要があった。しかし、改革案が上院で最終採決に至る前に、2016年の総選挙が実施された。この選挙では、当該改革に反対していたジャマイカ労働党（Jamaican Labour Party）が勝利し、改革は頓挫した。同党は、この問題について国民投票を実施する方針を掲げているTemplate:Update inline。

### マレーシア
マレーシアは、1978年に刑事および憲法問題に関する枢密院への上訴を廃止し、1984年には民事事件に関しても上訴を廃止した。

### ニュージーランド
ニュージーランドは、最初の自治領（the original dominions）の中で最後に枢密院への上訴を法制度から廃止した国である。ニュージーランドにおける枢密院への上訴を廃止する提案は、1980年代初頭に初めて提示された
1985年、ブライトマン男爵は、ニュージーランドにおける判例「Archer v. Cutler（1980年）」判決を先例として採用する可能性に関連して、枢密院が現地の判断を尊重していることについて次のように述べた：
「Archer v. Cutler」判決がニュージーランドに特有の事情に基づくものとして適切に位置づけられるべきものであるならば、そのような地域的に重要な問題について、ニュージーランド高等法院および控訴院の一致した結論に反してまで、彼らの法解釈を押し付けることが正しいと閣下らが考える可能性は極めて低い。しかしながら、「Archer v. Cutler」判決の原則が仮に正しいものであり、地域固有の事情に依拠せず、コモン・ローを基礎とするすべての法域において一般的に適用されるべきものであると見なされるのであれば、閣下らはニュージーランドの裁判所の一致した見解を決定的なものとして取り扱うことはできない。
2003年10月、ニュージーランド控訴院によって審理されたすべての事件に関して、2003年末をもって枢密院への上訴権を廃止するようニュージーランド法が改正された。旧来の制度はニュージーランド最高裁判所に置き換えられた。2008年には、ジョン・キー首相が最高裁の廃止および枢密院司法委員会への回帰を明確に否定した。
しかしながら、枢密院司法委員会によって審理されたニュージーランドからの最後の上訴に関する判決が下されたのは、2015年3月3日のことであった。

### ニューファンドランド
ニューファンドランドは、バルフォア宣言および1931年ウェストミンスター憲章において認められた最初期の自治領の一つであった。他の自治領と同様に、ニューファンドランドの裁判所から枢密院司法委員会への上訴が認められていた。
1949年、ニューファンドランドはカナダに加わり、第10番目の州となった。他の州と同様に、ニューファンドランドの裁判所から枢密院司法委員会への上訴は引き続き認められていた。しかし、同年末、カナダ連邦議会はカナダの裁判所から枢密院司法委員会への上訴を廃止し、カナダ最高裁判所を最終上訴審とした。廃止前に始まった訴訟については引き続き枢密院司法委員会への上訴が可能であったが、1949年以降にニューファンドランドから同委員会への上訴が行われた事例は確認されていない。

### パキスタン
パキスタン自治領は、パキスタン連邦裁判所から枢密院への上訴権を保持していたが、「1950年枢密院（管轄廃止）法（the Privy Council (Abolition of Jurisdiction) Act, 1950）」が制定され、その権利は廃止された。パキスタン連邦裁判所は1956年まで最高裁判所として機能し、その後、パキスタン最高裁判所が設立された。

### ローデシア
1965年に一方的独立宣言（UDI）に基づいてローデシア憲法が施行されたにもかかわらず、国際法上ローデシアは引き続きイギリスの植民地と見なされていたため、1980年4月にジンバブエとして独立を果たすまでの間、枢密院は1969年頃まで上訴を受理し続けていた。

### シンガポール
シンガポールは、1989年に死刑を含む事件および当事者間で上訴権に合意があった民事事件を除き、すべての事件における枢密院への上訴を廃止した。残された上訴権も1994年4月に完全に廃止された。
シンガポールにおいて、死刑判決に対する上訴が枢密院によって認められた著名な事件の一つに、1972年4月22日から23日にかけてプラウ・ウビン島で発生した殺人事件（1972 Pulau Ubin murder）がある。この事件では、当時19歳だったモハメド・ヤシン・ビン・フセインが、58歳の女性プーン・サイ・イムを強姦し殺害したとして高等法院から死刑判決を受けた。一方、共犯者で25歳のハルン・ビン・リピンは、ヤシンが犯行中に女性の家を物色して強盗を働いたとして、夜間強盗の軽罪で起訴され、懲役12年と鞭打ち12回の判決を受けた。枢密院は、ヤシンが被害者プーンを強姦した際に致命的な肋骨骨折を引き起こしたものの、死を意図していた、あるいは致命的な傷害を加える意図があったという証拠が存在しないと判断した。その結果、彼の行為は「殺人に至らない軽率または過失による行為」と認定され、禁錮2年の判決が下された。この上訴後、ヤシンは強姦容疑で再び裁判にかけられ、被害者に対する強姦未遂の罪でさらに禁錮8年の判決を受けた。
もう一つの著名な事件は、露天商侯大頭（Haw Tua Tau）の事件である（Margaret Drive hawker murders）。侯は1978年、同業者である潘漢良（Phoon Ah Leong）とその母親許潤瓊（Hu Yuen Keng）の2人を殺害した罪で死刑判決を受けた。彼の上訴は一度棄却されたが、その後、枢密院に対して特別上訴許可（special leave to appeal）が認められ、判決と有罪判決に対して上訴した。しかし、枢密院はこの上訴を退けた。判決において、枢密院は重要な原則を打ち立てた。すなわち、検察側が被告に対する起訴を裏付けるに足る証拠を提示する限りにおいて、裁判所において訴追の主張を行い、被告に答弁を求めることができるというものである。最終上訴に敗れた侯は、最終的に1982年にこの殺人事件により絞首刑に処された。

### 南アフリカ
南アフリカは、当時の南アフリカ最高裁判所の控訴部（Appellate Division）から枢密院への上訴権を、「1950年枢密院上訴法（Privy Council Appeals Act, 1950）」に基づいて、1950年に廃止した。